# Frederick Gardiner
Frederick Gardiner, (Londres, 1850 - Londres, 1919) foi um explorador e alpinista britânico. Pioneiro do alpinismo  sem guia, realizou várias e grandes ascensões tanto nos Alpes como no Cáucaso. .

## Biografia
Frederick Gardiner começa o alpinismo em 1869 com a ascensão do Monte Rosa. Em 1870 ataca-se ao Cervino em companhia  de Horace Walker e da  sua filha, a célebre Lucy Walker que ficou na história por ter sido a primeira mulher a conquistar o Cervino (Matterhorn).
Até 1878 pede regularmente os serviços do guia Peter Knubel, data a partir da qual lança-se no alpinismo sem guia acompanhado por Charles e Lawrence Pilkington. Faz ascensões com William A. Coolidge e Christian Almer.
Em 1913, Frederick Gardiner disse : "Esta é a minha quadragésima estação; efectuei 1200 ascensões ao longo de oitenta estadias nos Alpes." O seu colega a amigo Coolidge publicou uma descrição detalhada destes feitos num  artigo aparecido em 1920.
Frederick Gardiner foi vice-presidente do célebre Alpine Club, o mais antigo clube de montanhismo do mundo, entre 1896 e 1898.

## Ascensões
- 1873 - Primeira ascensão de Les Rouies com Thomas Cox, William Martin Pendlebury, Charles Taylor, Hans e Peter Baumann, Peter Knubel e Josef Marie Lochmatter,[2] a 19 de Junho
- 1873 - Primeira da Roche Faurio com Thomas Cox, William Martin Pendlebury, Charles Taylor, Hans e Peter Baumann, Peter Knubel e Josef Marie Lochmatter1, a 21 de Junho
- 1874 - Primeira ascensão do cume sul do Monte Elbrus com Akhia Sottaiev, Horace Walker e Peter Knubel
- 1876 - Primeira ascensão do Monte Collon com A. Cust, H. Knubel e Peter Knubel, a 3 de agosto
- 1878 - Primeira sem guia da Barre des Écrins com Charles Pilkington e Lawrence Pilkington
- 1879 - Primeira sem guia da La Meije com Charles Pilkington e Lawrence Pilkington
- 1881 - Primeira sem guia da Jungfrau com Charles Pilkington e Lawrence Pilkington